# Privilegis de la Unió
Els Privilegis de la Unió d'Aragó van ser concedits a 1287 pel rei Alfons III d'Aragó el Franc, a qui li van ser arrencats. En si, aquests privilegis eren el resultat d'una llarga lluita de nobles, mainaders i infançons del Regne d'Aragó, del comtat de Ribagorça i del Regne de València.
Van ser producte d'una revolta oberta per part de la noblesa que es constituí en la Unió d'Aragó. A diferència de la de 1283, no hi van participar totes les fraccions integrants de la Corona d'Aragó ni les grans ciutats com València i Barcelona, però sí que hi va prendre part la ciutat de Saragossa, capital del Regne d'Aragó.
Les seves exigències radicals van costar la pèrdua de l'equilibri entre el Rei i el regne. El Justícia d'Aragó va condemnar aquests privilegis el 1301 i els va derogar. Sota el govern de Pere el Cerimoniós es restauraren el 1347, però poc després esclatà la Guerra de la Unió. El Rei, no content amb aquesta situació, va derrotar a la Unió l'any següent a la batalla d'Èpila. No obstant això, com a compensació per la pèrdua dels furs de la Unió, n'establí uns que limitaven el poder reial i atorgaven garanties al poble. L'acceptació de límits per part del Rei era peça clau en una política conciliadora respecte als extremismes de la Unió. Així es constituirien els primitius Furs de Sobrarb.

## Contingut i anàlisi
Els furs o privilegis de la Unió es van constituir el 28 de desembre de 1287, i la seva base judicial era la següent.
- Es prohibeix al sobirà detenir cap ricohombre, mainaders, cavaller, infançó o ciutadà de Saragossa que hagi prestat fiança de compareixença en judici, llevat que així ho indiqui el Justícia d'Aragó. Tampoc es pot dur a terme aquesta acció amb cap altre ciutadà de la Unió, llevat que el Justícia local ho demani.
- El Rei d'Aragó lliurarà els castells de Monclús, Bolea, Uncastillo, Sos, Xaló, Ariza, Verdejo, Somed, Borja, Rueda, Daroca, Huesa, Morella, Uixó, Xàtiva i Biar. Si no ho fa ell ni cap dels seus successors, poden lliurar-los a un altre monarca o senyor feudal i així entrar en el seu vassallatge.
- Es convocaran Corts d'Aragó anualment, reunides a Saragossa el dia de la festa de Tots Sants
- D'aquestes Corts s'escolliran els magistrats que compondran el Consell en el qual haurà de donar suport al rei per governar Aragó, València i Ribagorça.